# Ware megye
Ware megye az Amerikai Egyesült Államokban, azon belül Georgia államban található. Megyeszékhelye és legnagyobb városa Waycross. Lakosainak száma 36 251 fő (2020. április 1.). Ware megye Bacon, Baker, Pierce, Brantley, Charlton, Coffee, Atkinson és Clinch megyékkel határos.

## Népesség
A megye népességének változása:
| Lakosok száma | 36 367 | 36 180 | 35 798 | 35 709 | 35 370 | 36 251 |
|               | 2010   | 2011   | 2012   | 2013   | 2015   | 2020   |